# 西本願寺
西本願寺（にしほんがんじ）は、京都市下京区本願寺門前町にある浄土真宗本願寺派の本山の寺院。山号は龍谷山（りゅうこくざん）。本尊は阿弥陀如来。正式名称は龍谷山本願寺、宗教法人としての名称は本願寺である。本願寺住職は浄土真宗本願寺派門主を兼務する。真宗大谷派の本山である東本願寺（正式名称「真宗本廟」）と区別するため、両派の本山は通称で呼ばれることが多い。京都市民からはお西さんの愛称でも親しまれている。
文永7年（1272年）、親鸞の廟堂として京都東山の吉水の地に創建された。その後、比叡山延暦寺から迫害を受けるなど場所は転々とし、現在地には天正19年（1591年）、豊臣秀吉の寄進により大坂天満から移転した（詳細は後述「歴史」の項参照）。
2023年より銀杏と御影堂、阿弥陀堂の2つのお堂をモチーフにしたブランドロゴとともに、「人はひとり。だからこそ、ご縁を見つめたい。」をタグラインとして定めている。

## 歴史
天正19年（1591年）、浄土真宗本願寺派法主で本願寺11世の顕如は、豊臣秀吉により新たに寺地の寄進を受け、本願寺を大坂天満から京都堀川六条に移転させた。宗祖親鸞の廟堂は、慶長8年（1603年）に東山五条坂西大谷に移り、現在「大谷本廟」となっている。
慶長7年（1602年）、後陽成天皇の勅許を背景に徳川家康から、豊臣秀吉の命により本願寺の寺内で隠居所（御影堂と阿弥陀堂もあり）を設けて、北方に隠居させられていた教如（顕如の長男）へ烏丸七条に寺領が寄進された。これにより本願寺は正式に准如（顕如の三男）の西（本願寺派）と、新たに分派してできた教如の東（大谷派）に分立した。この時、江戸幕府内では本願寺派法主の准如が関ヶ原の戦いにおいて西軍に味方したことから、准如に代わり教如を本願寺派法主にしようとの考えもあったが、浄土真宗の力を削ぐのに有効との考えから結局分立させることになった、ということになっている。しかし、教如は以前から石山合戦以来の自らの派（後の大谷派）を有しており、宗派内部はすでに完全に分裂状態にあった。
分立当初は准如の堀川六条の「本願寺」は「本願寺」「六条門跡」「本門」「にしもんぜき」などと呼ばれ、教如の烏丸七条の「本願寺」は「信淨院（教如の院号）本願寺」「本願寺隠居」「七条本願寺」「信門（「信淨院の門跡」の意）」「ひがしもんぜき」などと呼ばれた。便宜上、堀川六条の本願寺の東側にある烏丸七条の本願寺が「東本願寺」と通称されたため、相対的に堀川六条の本願寺も「西本願寺」と通称されるようになった。
幕末の元治2年（1865年）3月、京都を守る剣客集団新選組が境内にある北集会所と太鼓楼に屯所を移し、慶応3年（1867年）6月までその本拠地とした。
現在まで境内地に大きな変化は無いが、1876年（明治9年）に興正寺が真宗興正派として独立した際に、南境内地を割譲している。
宝永8年（1711年）に南総門として作られた総門は3回に渡って移設されている。1898年（明治31年）に境内への類焼防止のために、堀川通側に池や緑地（風致園）を整備するため移設、1911年（明治44年）に池を埋立て広場として再整備するため移設、1959年（昭和34年）の堀川通拡張工事により現在地に移設している。なお、北総門は太鼓楼付近にあったが、本願寺吉崎別院に移設されている。また、新選組が屯所としていた北集会所は、1873年（明治6年）に兵庫県姫路市にある亀山本徳寺に移築され、その本堂となっている。
本願寺の北には日蓮宗大本山本圀寺の境内が隣接しており、両寺の間に道などはなかったのであるが、付近の住民の訴えにより、住民の負担で、島原から大宮通までで止まっていた花屋町通をさらに大宮通から堀川通にまで伸ばす形で新たに道路を開く工事が行われ、1882年（明治15年）に竣工した。
1971年（昭和46年）に本圀寺が山科区に移転した。その後、1986年（昭和61年）になって本願寺はその旧本圀寺境内地を取得して新たに「本願寺北境内地」とした。現在はその敷地内に聞法会館を建てるなどして、主に駐車場として使用している。本願寺の寺基自体は400年以上に渡り移転していない。
1987年（昭和62年）真宗大谷派（東本願寺）は「宗教法人 本願寺」を解散し、「包括宗教法人 真宗大谷派」に吸収されて直属の宗教施設とされ、「真宗本廟」と改称した。これ以降厳密には本願寺は下京においてはこの本願寺（西本願寺）のみだが、現在でもこの通称は用いられている。
2011年（平成23年）4月9日より翌2012年（平成24年）1月16日まで、本願寺御影堂において親鸞聖人750回大遠忌法要が修行された。

## 飛雲閣（ひうんかく）
国宝。境内南東隅の滴翠園（てきすいえん）内、滄浪池（そうろうち）と名付けられた池に面して建つ、3階建の庭間建築である。江戸時代の絵図には「御亭（チン）」あるいは「御物見」として現れる。3階建であるが、各階は平面の大きさを変え、屋根などの意匠も左右相称を避け、変化に富んだ外観をもつ。寺に遺る江戸時代初期の文書『紫雲殿由縁記』（寛永15年（1638年）成立、延享4年（1747年）増修）には豊臣秀吉の遺構だと記されていることから聚楽第の遺構との説も広く流布したが確証はなく、様式的にもやや新しく、建築史からは否定的意見が多い。一方その1階平面が大書院対面所に共通するから寛永年間（1624年 - 1645年）に本願寺により建てられたのではないかとする説も唱えられたが（平井聖）、飛雲閣1階は一列型書院造の形を示し、一方対面所は3列型で先に触れたように真宗の本堂建築のスタイルを踏襲していると考えられる。こうしたことから両者が似るとするのは無理があり、さらに建築時期、建築理由など十分な説得性にも乏しく、定説とはいえない。飛雲閣を数寄屋と見た場合、元和年間（1615年 - 1624年）創建の桂離宮古書院と比べて洗練さに欠け、また明らかに古様である。さらに寛永期は元和3年（1617年）の大火災からの復興途上の経済逼迫期に当たり、このような遊興的な建物を新築したとは考えにくい。これらの点からも寛永期創建説には疑問がある。近年、付属建物である黄鶴台（重要文化財）から「寛永五年三月から寛永六年八月迄‥」という墨書が発見され（鶴岡典慶報告）、これが移築の時期を示すのではないかとの推測から、秀吉の京都新城、後の高台院屋敷の「アコセガ池」畔から、後水尾上皇の仙洞御所造営（寛永4年（1627年）着手）に先立ち解体撤去され、本願寺に移築された建物との説も登場した。
1階は池から船で直接建物内に入る形式の船入の間、上段・上々段を設けた主室の招賢殿、下段の八景の間、茶室憶昔席（いくじゃくせき）などがある。舟入の間は書院造の「中門」に当たり、ここ以外に正式な入り口は見当たらない。本来障壁画で飾らるべき上段床の間背面の壁が大障子となっている点や上段が部屋の中心軸上になく北側に寄っている点が特異である。柱や長押は角材を使っており数寄屋の手法は見られないが、これら上段や上々段には数寄屋の趣きが濃厚である。招賢殿の背面から渡廊を介して西側に黄鶴台が建つが、これは浴室の機能を有し、創建当初から飛雲閣と一体となって庭間建築を形成していたものと考えられる。憶昔席の部分のみは建築年代が明確で、寛政7年（1795年）、茶人の藪内竹陰らによって増築されたものである。これら主室の南側には厨などが付帯する。本来こうした火気使用エリアは廊下を介して別棟とすべきだが、ここでは主屋と一体化しており、本願寺飛雲閣成立時の事情の一端がうかがえる。
2階の歌仙の間は、西側8畳の上段、東側16畳半の下段からなり、上段背面の壁には1階招賢殿と同様障壁画はなく窓が開けられている。隅には喫茶の用に供したものと推測される丸炉が切られている。下段三方の板戸の内外には御簾の下に座す三十六歌仙の像（現状は三十四歌仙）を華やかに描き、天井は金具に飾られた格天井、長押も格調高く打ちまわしており、総じて御殿風の趣きがある。2階へは八景の間横からの階段のほか厨からも上がれるようになっている。
3階は摘星楼と名付けた8畳で、長押は打たず天井も低い草庵風の意匠となっている（ただし天井は鏡天井）。奇木を床柱にした一畳の出床が設けられているがこれは後補。各階の主開口部はいずれも北に開けられており、特に1階の書院が南側に全く開口部を持たないのは書院造としては他に例がなく、また我が国の住宅建築の原則からも外れている。このことが元々南向きであったのではないかとの推測を生み、先に述べた「移築説」の根拠の一つとなっている。
なお、元禄時代（1688年 - 1704年）の状況を示すと考えられる1階平面図（本善寺所蔵）により、現況では北縁側（入り側）に設けられている腰障子はなかったと判り、当初の北からの姿は今より凹凸に富んで見えていたと考えられている。
飛雲閣は原則非公開であるが、外観のみ期日を限って特別公開される。また毎年5月21日の宗祖降誕会の際には室内に茶席（有料）が設けられる。
金閣（鹿苑寺）、銀閣（慈照寺）と並んで「京の三閣」と呼ばれることがある。
金華山 (岐阜県)の麓の織田信長の館が、お茶屋屋敷に移築され、その後、飛雲閣として移築されたとする説がある。

## 境内と門前町

### 境内の伽藍

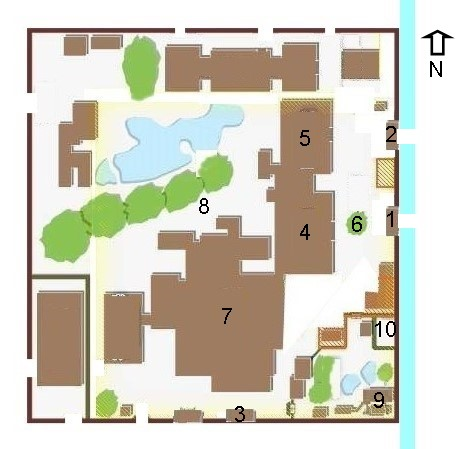
境内略図 1.御影堂門、2.阿弥陀堂門、3.唐門、4.御影堂、5.阿弥陀堂、6.大銀杏、7.書院、8.庭園「百華園」、9.飛雲閣、10.鐘楼

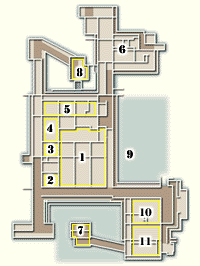
書院配置図 1.対面所（鴻ノ間）、2.雀ノ間、3.雁ノ間、4.菊ノ間、5.白書院、6.黒書院、7.南能舞台、8.北能舞台、9.虎渓の庭、10.虎ノ間および太鼓ノ間、11.浪ノ間および玄関

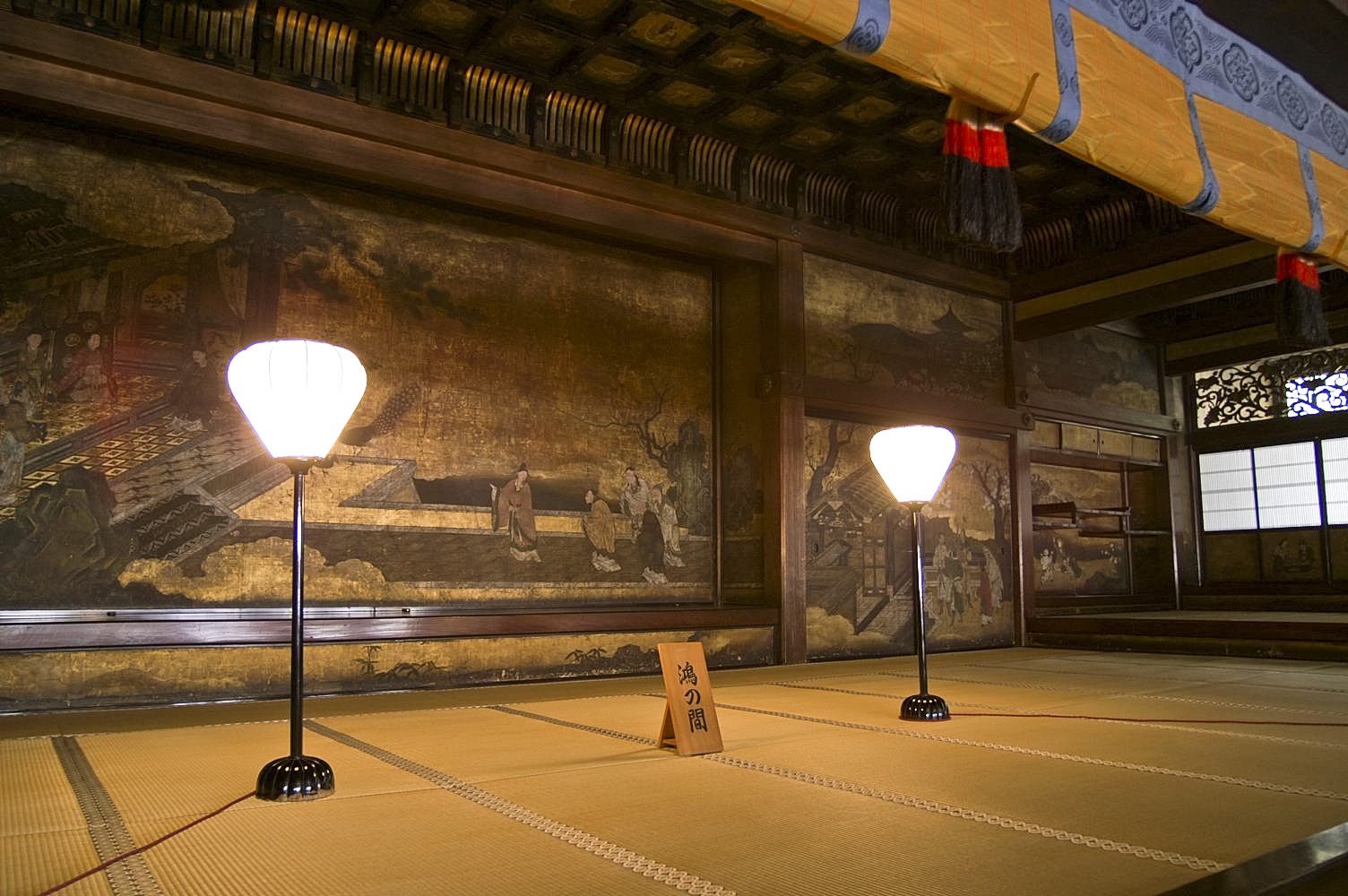
書院（対面所上段・国宝）

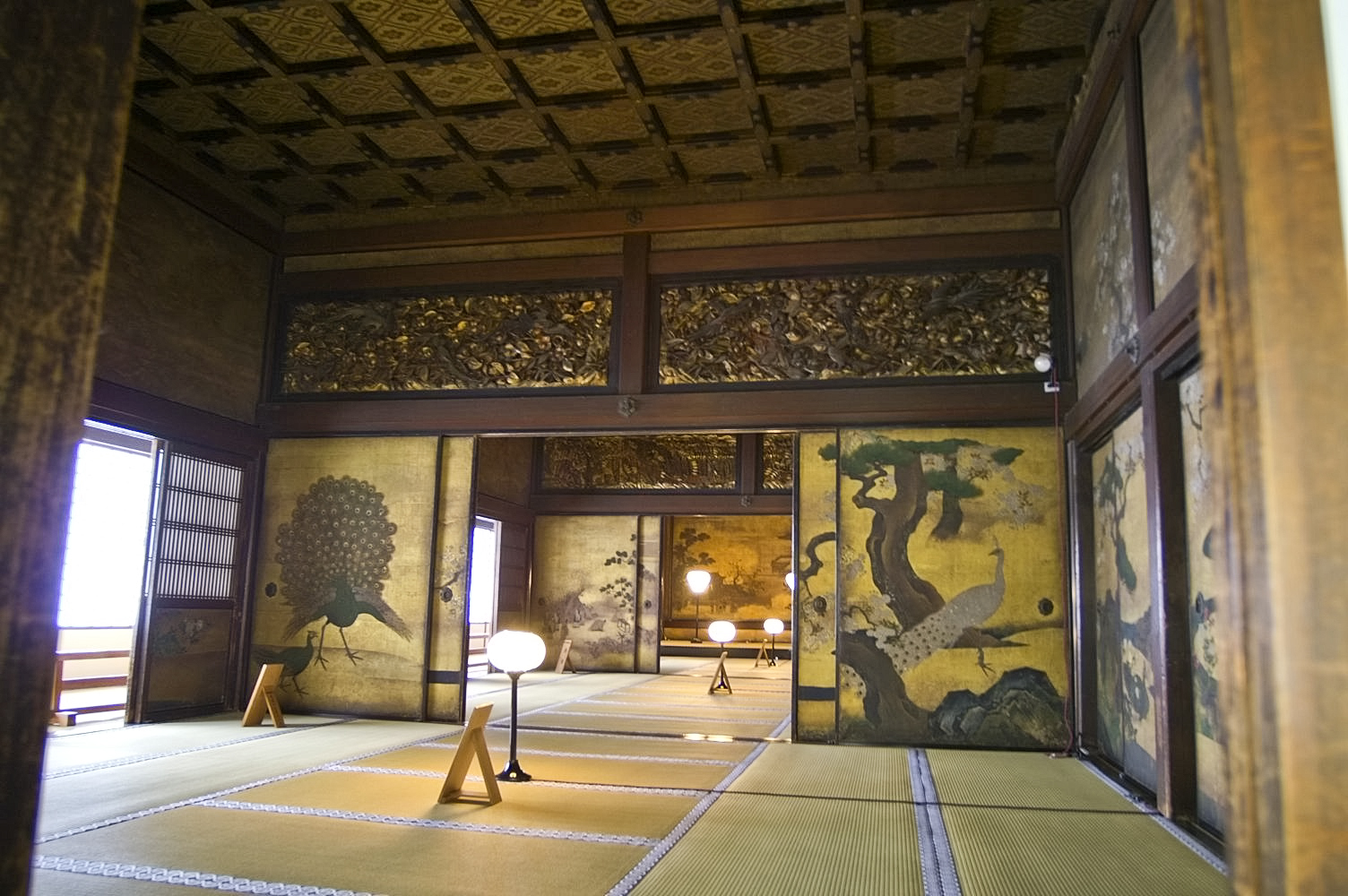
白書院三之間から一之間を望む（国宝）

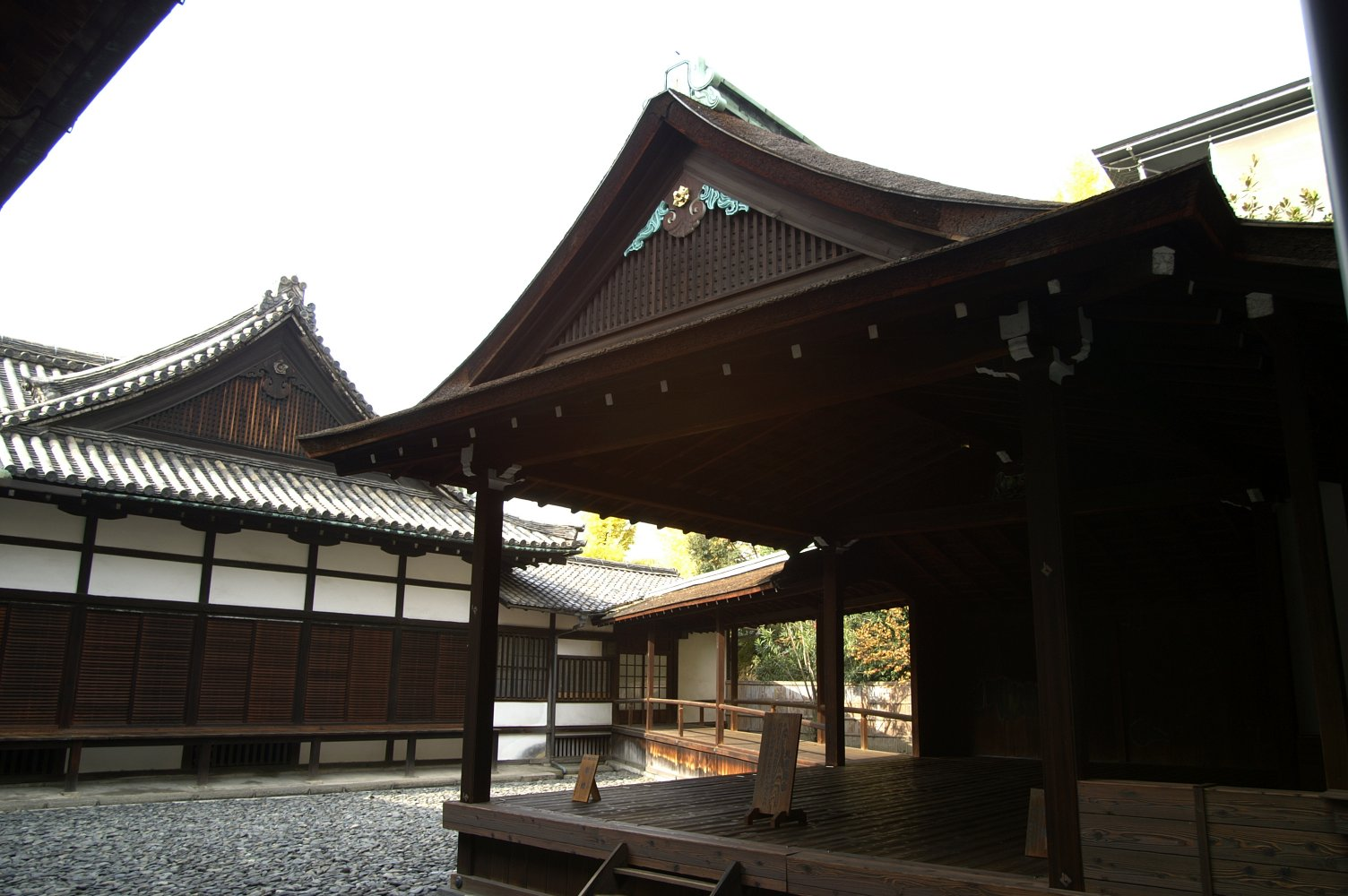
北能舞台（国宝）

境内には桃山文化を代表する建造物や庭園が数多く残されており、境内は1994年（平成6年）に国の史跡に指定され、同年12月にユネスコの文化遺産に「古都京都の文化財」として登録されている。
建物の配置と構造は東向きを原則とする真宗建築となっている。
- 阿弥陀堂（国宝） - 本堂。宝暦10年（1760年）再建。南北45メートル、東西42メートル、高さ25メートル。中央に本尊の阿弥陀如来立像、両脇にインド・中国・日本の七高僧のうち、龍樹菩薩・天親菩薩・曇鸞大師・道綽禅師・善導大師・源信和尚の六師を、両余間に法然聖人と聖徳太子の影像を安置している。
- 渡廊下（国宝） - 阿弥陀堂と御影堂を繋いでいる。
- 御影堂（ごえいどう[注釈 2]）、国宝） - 寛永13年（1636年）再建。南北62メートル、東西48メートル、高さ29メートル。中央に宗祖・親鸞聖人の木像、両脇に本願寺歴代宗主の影像を安置し、両余間には十字名号（帰命尽十方無碍光如来）と九字名号（南無不可思議光如来）を安置している。堂内の内陣正面に「見真」と書かれた額が掲げられているが、これは親鸞が明治天皇から「見真大師」の大師諡号を1876年（明治9年）に贈られたためである。しかし、2008年（平成20年）の「宗制」改正によって、「見真大師」の語は「宗制」から削除され、本願寺派では親鸞のことを見真大師とは呼ばないようにしている。なお、御影堂は北隣の阿弥陀堂（本堂）よりも大きく造られている。この理由として、「御影堂が阿弥陀堂よりも大きく造られているのは、本願寺がそもそも宗祖親鸞の廟堂として始まったためである」との言説があるが、そのような理由からではない。御影堂が阿弥陀堂よりも大きな造りとなっているのは浄土宗と浄土真宗の大寺院の大きな特徴である。これは、阿弥陀如来を祀る本堂よりも宗祖を祀る御影堂の方を大きく作り、宗祖の像を背景として、大勢の信者・門徒を相手に法話を行うようにしているためである。寛政12年（1800年）から文化7年（1810年）までと、1999年（平成11年）から2008年（平成20年）までの2回の大規模な解体修理を受けている[3]。
- 龍虎殿 - 寺務所。
- 旧仏飯所
- 飛雲閣（国宝） - 解説は既述。
- 渡廊下（重要文化財）
- 黄鶴台（重要文化財）
- 浴室（重要文化財）
- 庭園「滴翠園（てきすいえん）」（国指定名勝） - 滄浪池（そうろうち）と名付けられた池を中心とした池泉回遊式庭園。庭の南に飛雲閣が建つ。寺の記録『慶長日記』の慶長14年5月の条に「聚楽御城ノアトヨリ、御庭ノ石御引ナサレ候」（22日）・「御庭ノ石御ナオシナサレ候由被仰候て…」（27日）と記述するところから、従来この頃に滴翠園が成立したとの説が有力であったが、寺の文献を精査すると丁度この時期対面所の改築が進められており（慶長14年2月16日「御対面所上段ノ間其他所々御作事ニ付」・同4月18日「御作事ニ付御対（面）所・カミ様ノ御座所も、一々クツサレテ候て、イマタ立不申候ニツイテ」）、この築庭の記事も対面所の庭（今の虎渓の庭）に関するものと考えられている。
- 鐘楼（重要文化財）
- 北小路門 - 境内の南を通る北小路通に建てられている門。西本願寺と興正寺の間にある。
- 書院 - 対面所および白書院からなっている。御影堂の南西に位置する。近世書院造を代表する建築の一つである。入母屋造妻入り、本瓦葺きで、平面規模は桁行（本建物の場合は奥行）38.5メートル、梁行（間口）29.5メートル。南側の対面所と北側の白書院からなるが、両者は元来別々の建物であった。本建物を豊臣秀吉の伏見城の遺構とするのは俗説で、実際は後述のとおり江戸時代に西本願寺自身により建てられた建物である。
  - 対面所（国宝） - 主室は欄間に雲と鴻（コウノトリ）を透彫にするところから「鴻の間」と呼ばれる。また、大広間とも呼ばれる。広さは下段のみで162畳、上段を含め203畳、天井は格天井とする。襖、壁等の障壁画は本願寺お抱え絵師の渡辺了慶とその一派の筆と推定されている。正面奥（北側）は東西方向に長大な上段とし、中央に大床（おおどこ）、左に帳台構を設ける。上段の東には床高をさらに一段高めた上々段があり、違い棚と付書院を設ける。能舞台を持つ広庭に南面する広大なスペース、無目敷居による下段の三列二段の区画など、住宅建築としての書院造から儀式空間である対面所に特化した書院造の姿を見せる。この広大な平面については、真宗の本堂建築を基本に、その内陣に代えて上段、上々段、帳台構など書院造の要素を付加したものとの指摘もある。この対面所の西側には控えの間である雀の間、雁の間、菊の間があり、北側には納戸2室を挟んで白書院がある。寺の文書によれば、対面所は元和3年（1617年）の火災で失われた対面所に代わって火災の翌元和4年（1618年）に再建された建築である。当初は現御影堂付近に東向きに建てられていたが、御影堂再建に先立ち寛永7年（1630年）に元和焼失以前に対面所が建っていた現在地で90度向きを変えて移築された。このことは1969年（昭和44年）に行われた半解体修理の際に発見された小屋組の梁の番付墨書により初めて確認された。この移転と同時に西側に雀の間などが増築されたと考えられ、後に安永6（1777年）に北側に別棟であった白書院を移築し対面所の北側に接合させた。東縁側に面して枯山水の「虎渓の庭」が設けられている[8]。書院は原則非公開。期日を限って特別公開が行われる場合があるが、それ以外の時期の拝観には事前の許可が必要である（詳細は下記「拝観」の項を参照）。
  - 白書院（国宝） - 西から東へ三の間、二の間、一の間「紫明の間」からなる。小広間とも呼ばれる。公の対面の場として使用された。一の間には変形10畳の上段があり、床、棚、付書院、帳台構を備える。なお、対面所と白書院三の間は、畳を上げると板敷きで、能舞台としても使用できるように工夫されている。
- 書院庭園「虎渓の庭」（国指定特別名勝・史跡） - 枯山水庭園。虎渓とは中国の江西省・廬山にある渓谷のことで、御影堂の屋根を廬山に見立てて借景としている。滴翠園の項で述べたように慶長14年に聚楽第跡地の庭石を運んで築庭されたと考えられる。この庭は後の対面所の再建時に西部分がやや狭められた。なお『梵鐘々楼其他所々造営時日編輯記』（龍谷大学蔵）には「唐庭　大広間東方庭前ヲ云　伏水朝霧島ノ助ノ造●（氵に不）奥州松島ノ風景ヲ摸スト云」とある。
- 北能舞台（国宝） - 書院（対面所および白書院）の南北にある能舞台のうち北側のもの。正面入母屋造、背面切妻造、檜皮葺き。修理時に天正9年（1581年）の墨書が発見されたが、これは懸魚（げぎょ）の裏に貼られていた紙（現在は亡失）に書かれていたもので、ただちに建立年代を示すものとは考えられていない。本願寺の坊官を勤めた下間仲孝が徳川家康から拝領したとの伝えもあり、正確な年代は不明ながら、江戸時代初期にはあったことが確認できるところから現存する能舞台としては最古のものといわれている。
- 伝廊（国宝）
- 黒書院（国宝） - 明暦3年（1657年）建立。書院の北東に位置する。桁行21.5メートル、梁行13.9メートル、寄棟造、こけら葺きで主屋部分と庇部分に分けて2段に葺く。前述の白書院が表向きの接客空間で、金地障壁画や彩色透彫の彫刻などで意匠を凝らしているのに対し、黒書院は内向きの対面や接客、また門主の寺務や生活の場として使用された。屋根は前者の瓦葺きに対してこけら葺きとし、内部の意匠は水墨の障壁画、土壁、面皮柱、棹縁（さおぶち）天井などを用いた数寄屋風の造りとする。東側の一の間（11畳）、西の二の間（20畳）のほか、広敷の間、鎖の間、茶室などがある。一の間や二の間、茶室には狩野探幽の水墨画が描かれている。一の間の床、棚、付書院なども草庵風の造りである。建物の東北隅は、一部を床を張らない土庇（どびさし）とし、外部空間を屋根内に取り込んでいる。黒書院は現在も門主の私的空間として使用されているため非公開であるが、2012年（平成24年）11月に初公開された。
- 玄関（重要文化財）
- 南能舞台（重要文化財） - 江戸時代前期の築。日本最大の能舞台。
- 大玄関
- 馬繋ぎ - 厩。
- 大玄関門
- 唐門（国宝） - 境内の南側、北小路通に南面して建つ。境内東側の御影堂門、阿弥陀堂門がそれぞれの堂への入口であるのに対し、唐門は書院（対面所）への正門である。前後に計4本の控え柱をもつ四脚門形式で、屋根は檜皮葺き、正背面は唐破風造、側面は入母屋造の「向い唐門」である。総漆塗り、各部各所を中国の許由と張良の故事を題材とした極彩色彫刻と鍍金金具で装飾しており、日暮し眺めても飽きないとされることから「日暮門」の俗称がある。場所によっては厚さ60センチメートルにもなるこれら装飾彫刻の多くが後に付加されたものであることが修理に際して明らかにされている。金具の各所には桐紋と菊紋が打たれ、寺院の門としては華麗に過ぎるところから聚楽第の遺構とも伏見城の遺構とも、あるいは元和2年（1616年）以降に荒廃が進んだ豊国社から移築されたものとも伝えるが、確証はない。ただ様式からいえば天正銘が発見された大徳寺唐門に比べて明らかに後の時代に属するものと考えられ、その創建は慶長年間（1596年 - 1615年）以降と推定されることから、聚楽第遺構説は否定される。寺の記録『元和四戊午年御堂其外所々御再興ノ記』によれば、元和3年（1617年）の火災の翌元和4年（1618年）に御影堂門（一説には阿弥陀堂門）を「御対面処ノ東」に移築したとあるから元和3年以前にすでに本願寺にあったことが確認でき、後に寛永年間（1624年 - 1645年）初期、御影堂再建に先立つ一連の境内整備の際に現在地に再移築したと考えられているが、そもそもこの門が最初に本願寺に現れた年代や事情ははっきりしていない。
- 庭園「百華園」 - 境内西寄りにある大きな池・百華池を中心とする池泉回遊式庭園。
- 錦華寮
- 大宮門
- 本願寺中央幼稚園
- 台所門 - 本願寺中央幼稚園の通園門となっている。
- 龍谷大学大宮図書館 - 本願寺境内の南西隅にあり、龍谷大学が所有、運営する。
- 図書館門
- 宗務総合庁舎 - 宗務所、浄土真宗本願寺派伝道本部が入っている。
- 宗務所西門
- 宗務所中門 - 花屋町通を挟んで北境内地に通じる通用門。
- 宗務所東門
- 安穏殿 - 西本願寺ブックセンターが入っている。かつて、この場所には元文3年（1738年）に再建された北集会所（きたしゅうえしょ）があり、幕末の元治2年（1865年）3月から慶応3年（1867年）6月まで新選組が太鼓楼とともに屯所として使用していた。その後、北集会所は1873年（明治6年）に兵庫県姫路市にある亀山本徳寺に移築され、その本堂とされている。
- 経蔵（重要文化財） - 延宝6年（1678年）再建。扁額「転輪蔵」は寂如上人の筆である。天海版一切経（大蔵経）656函、6323巻が納められている。
- 太鼓楼（重要文化財） - 宝暦10年（1760年）再建。幕末の際には新選組の屯所となっていた。
- 御成門（重要文化財） - 江戸時代後期の再建。
- 阿弥陀堂門（重要文化財） - 阿弥陀堂の正面にある。
- お茶所
- 手水舎（重要文化財）
- 逆さ銀杏（京都市指定天然記念物） - 天明8年（1788年）の天明の大火の際に、このイチョウは御影堂へ水を吹きかけて火災から守ったとされ、「水吹き銀杏」「火伏せの銀杏」とも呼ばれている。
- 目隠塀（重要文化財） - 御影堂門を入ってすぐにある。江戸時代後期の築。
- 築地塀（重要文化財）
- 御影堂門（重要文化財） - 本願寺の正門。御影堂の正面にある。しかし、御影堂は本願寺の本堂ではない。

### 門前町の所有施設および所有地

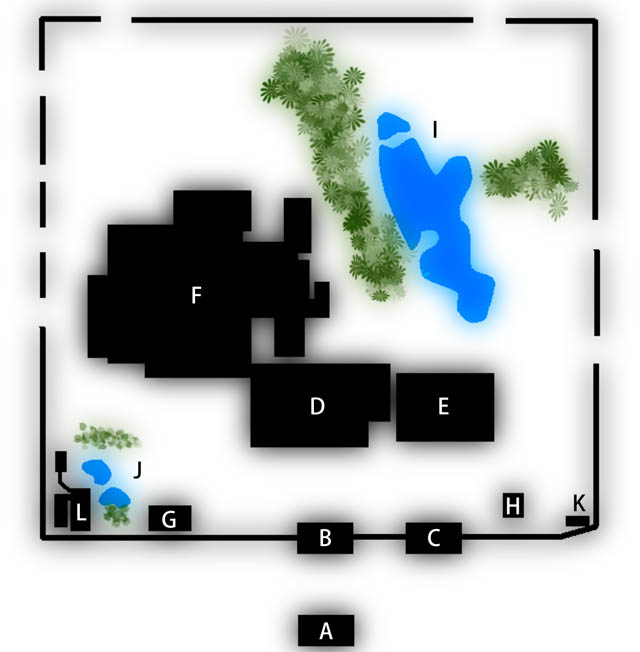
西本願寺伽藍配置。周囲は築地に囲まれている。
A:総門 B:御影堂門 C:阿弥陀堂門 D:御影堂 E:阿弥陀堂 F:書院 G:鐘楼 H:経蔵 I:百華園 J:滴翠園 K:太鼓楼 L:飛雲閣

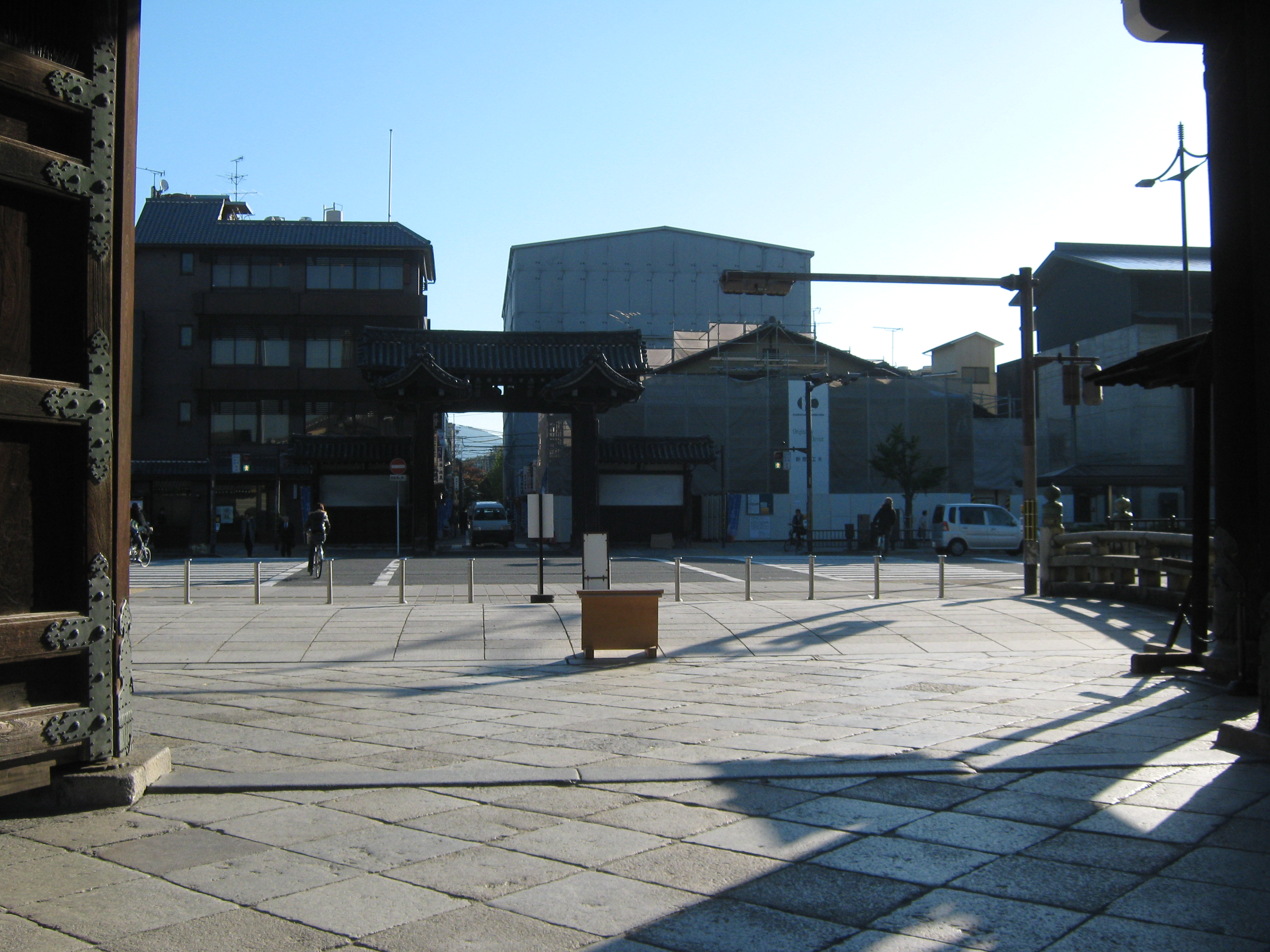
御影堂門から望む総門と門前町

- 堀川 - 境内の東側には堀川が本願寺の天然の堀となっている。かつては実際に堀川が流れていたが、現在堀川は二条城の東側から暗渠となっているため、ここに水は流れていない。
- 総門（重要文化財） - 堀川通を挟んで御影堂門の正面にある。宝永8年（1711年）に南総門として作られ、門扉と左右の控柱に瓦屋根をつけた高麗門と呼ばれる作りである。堀川正面交差点東にあり、24時間開門、車両通行可能。1898年（明治31年）の類焼防止緑地（風致園）整備や1911年（明治44年）の再整備、1959年（昭和34年）の堀川通拡張工事により3度も移設されている。なお、北総門は太鼓楼付近にあったが、福井県の吉崎別院に移設されている。
- 伝道第三本部庁舎
- 龍谷ミュージアム - 本願寺派の宗門校である龍谷大学の博物館。2011年（平成23年）に開館した日本初の仏教総合博物館である。
- 本願寺伝道院（重要文化財） - 1912年（明治45年）に伊東忠太の設計により、真宗信徒生命保険株式会社の社屋として建てられたもの。
- 本願寺国際センター - 本願寺至心教堂内にある。
- 下間大門 - 龍谷大学大宮学舎内にあり、台所門の南側にある。大宮学舎の一帯は、かつて下間家をはじめ、本願寺に代々勤めていた関係者の住宅街であったことを物語る。

## 北境内地
花屋町通を挟んで北側にある。かつて日蓮宗大本山本圀寺があった所である。1971年（昭和46年）に本圀寺が山科区に移転した後、1986年（昭和61年）に本願寺の境内となった。
- 駐車場
- 聞法会館 - 宿坊。
- 本願寺門徒会館
- 伝道第二本部庁舎

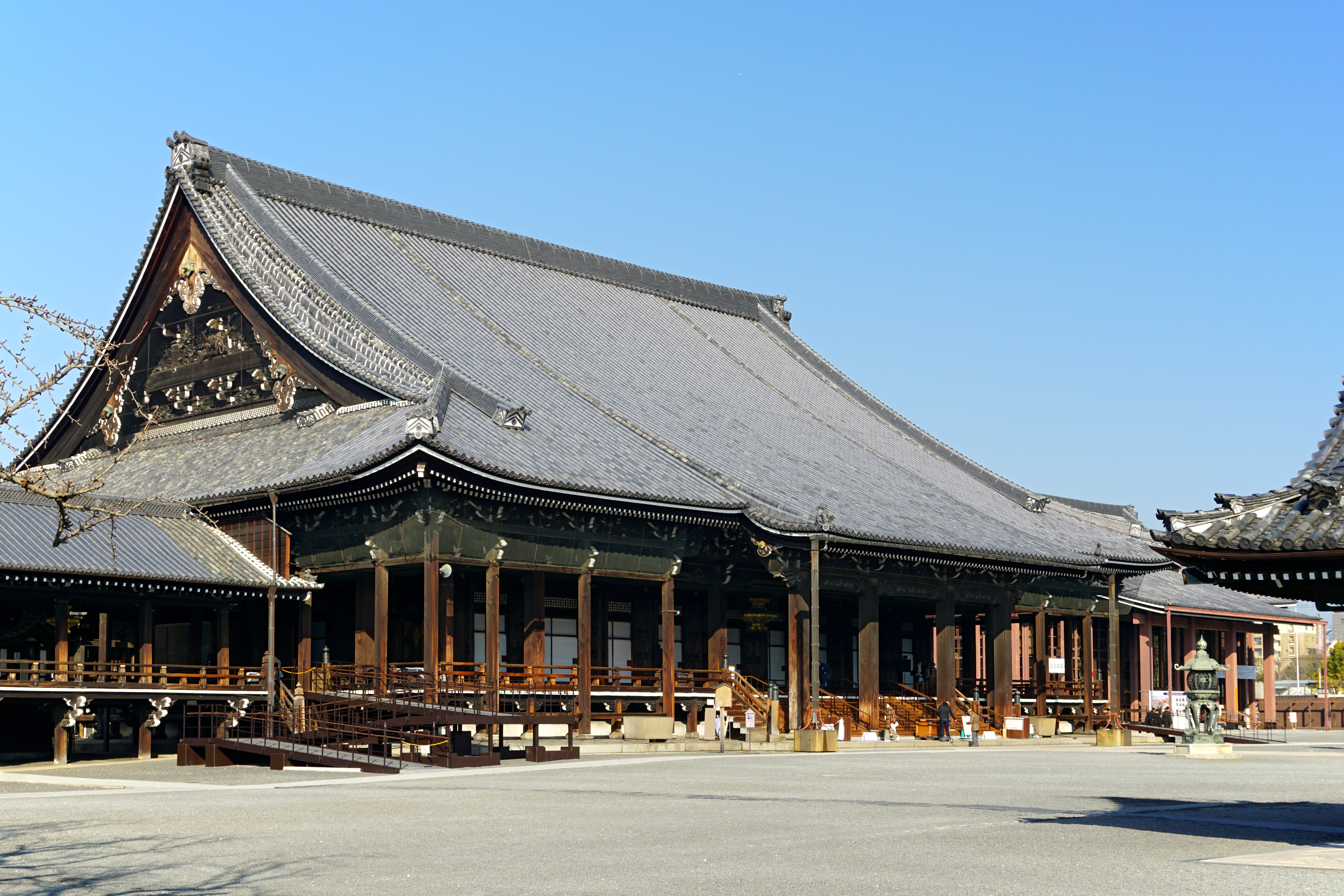
阿弥陀堂
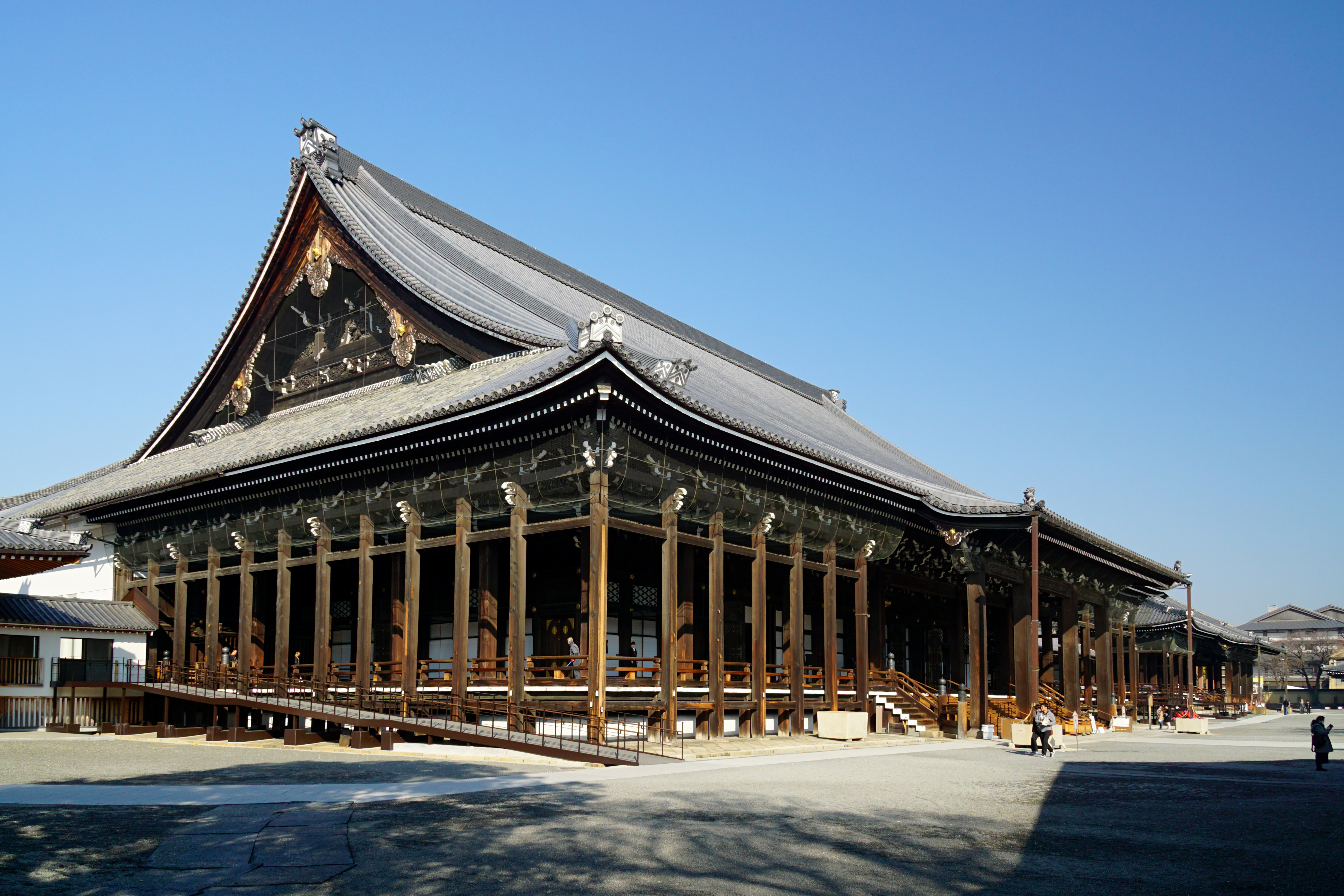
御影堂
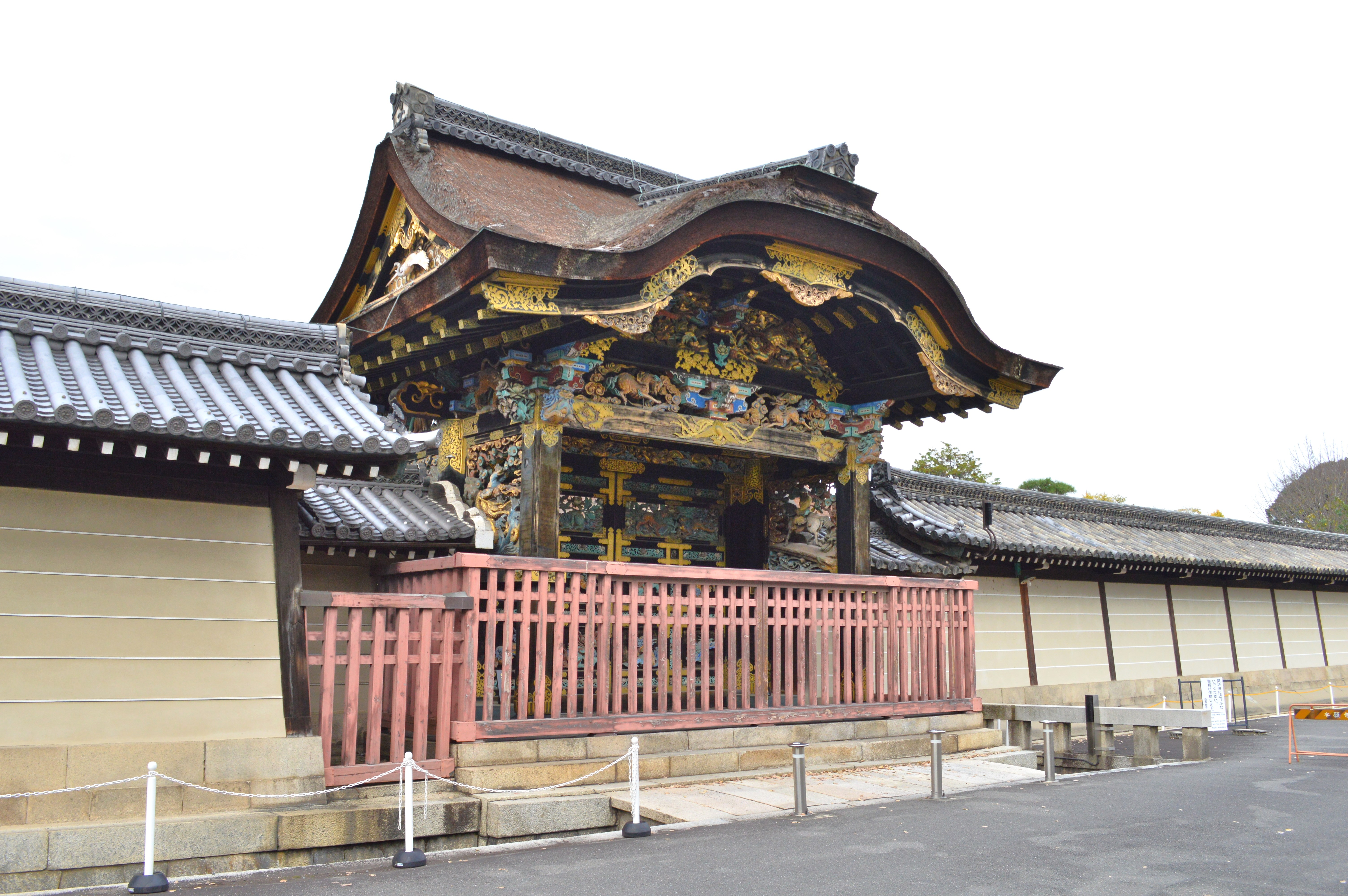
唐門
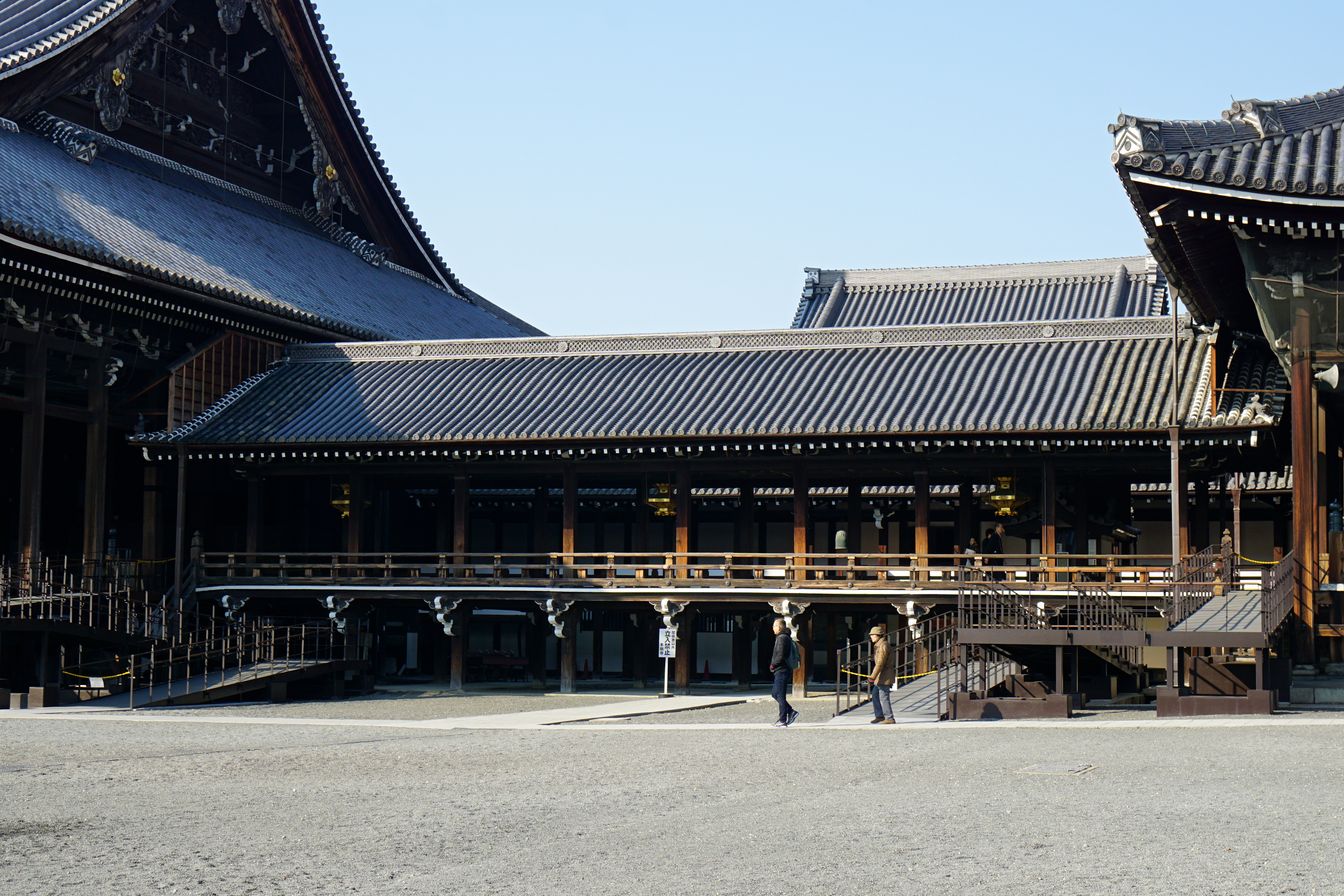
渡廊下（国宝の附指定）
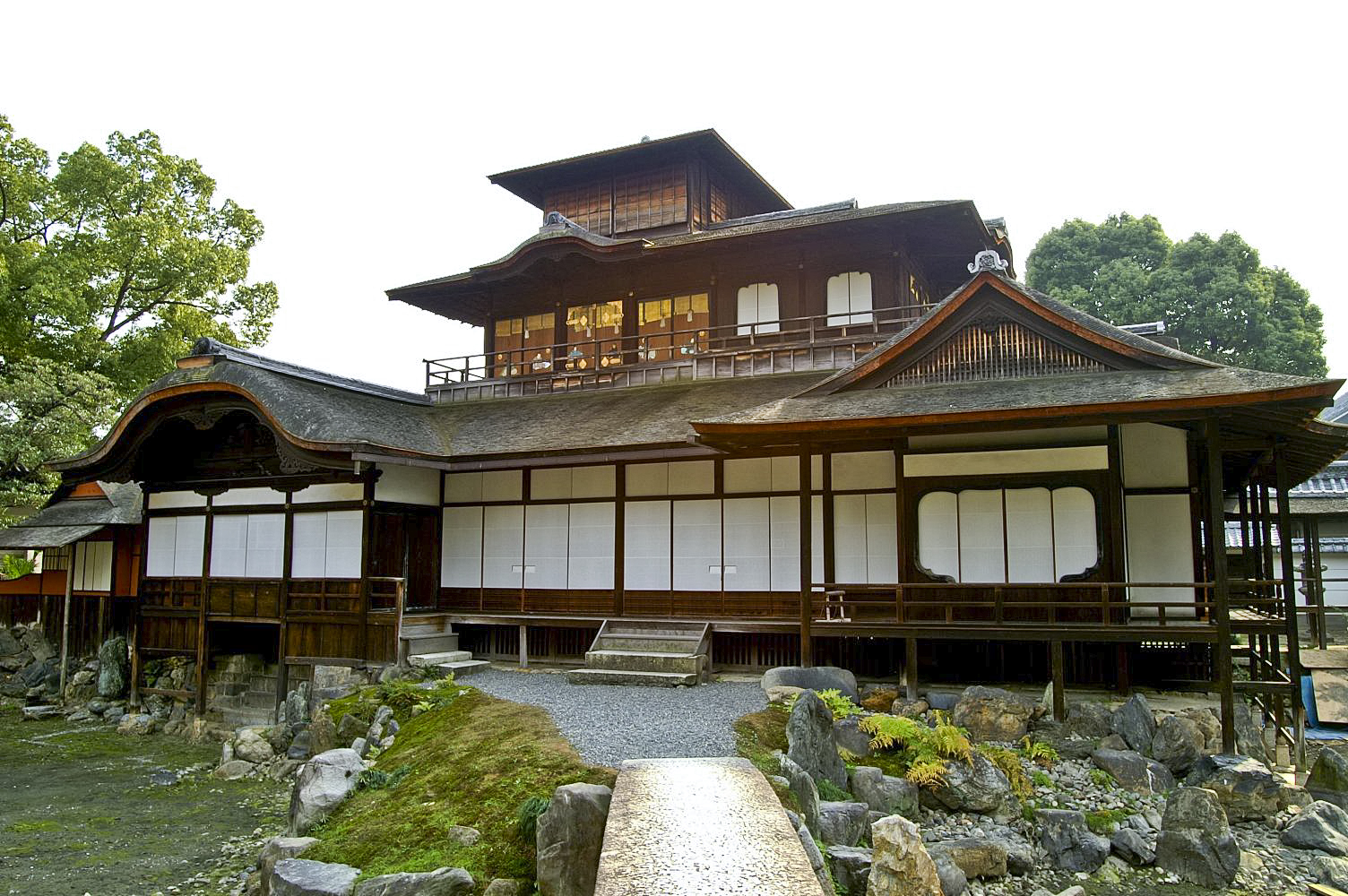
飛雲閣
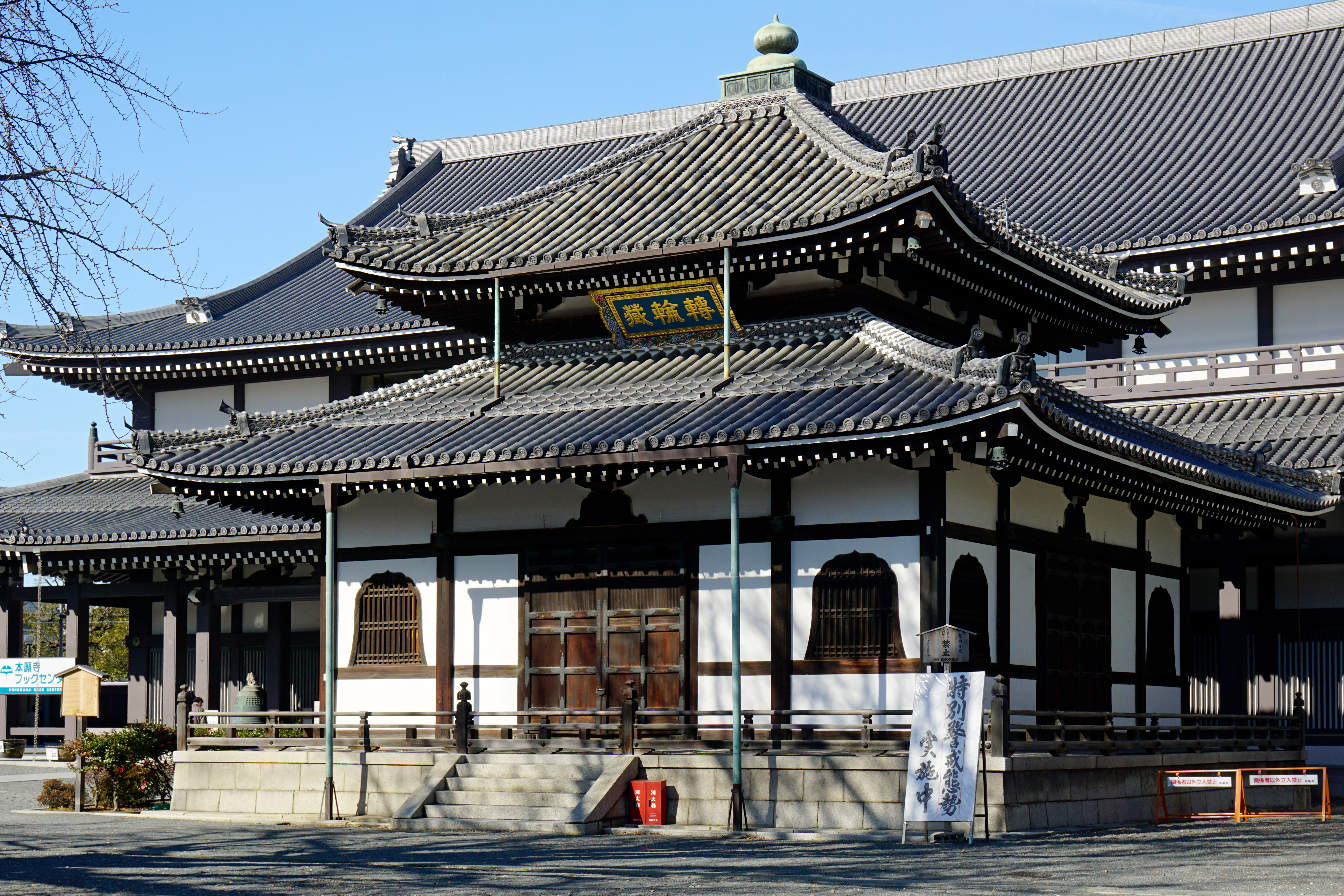
経蔵
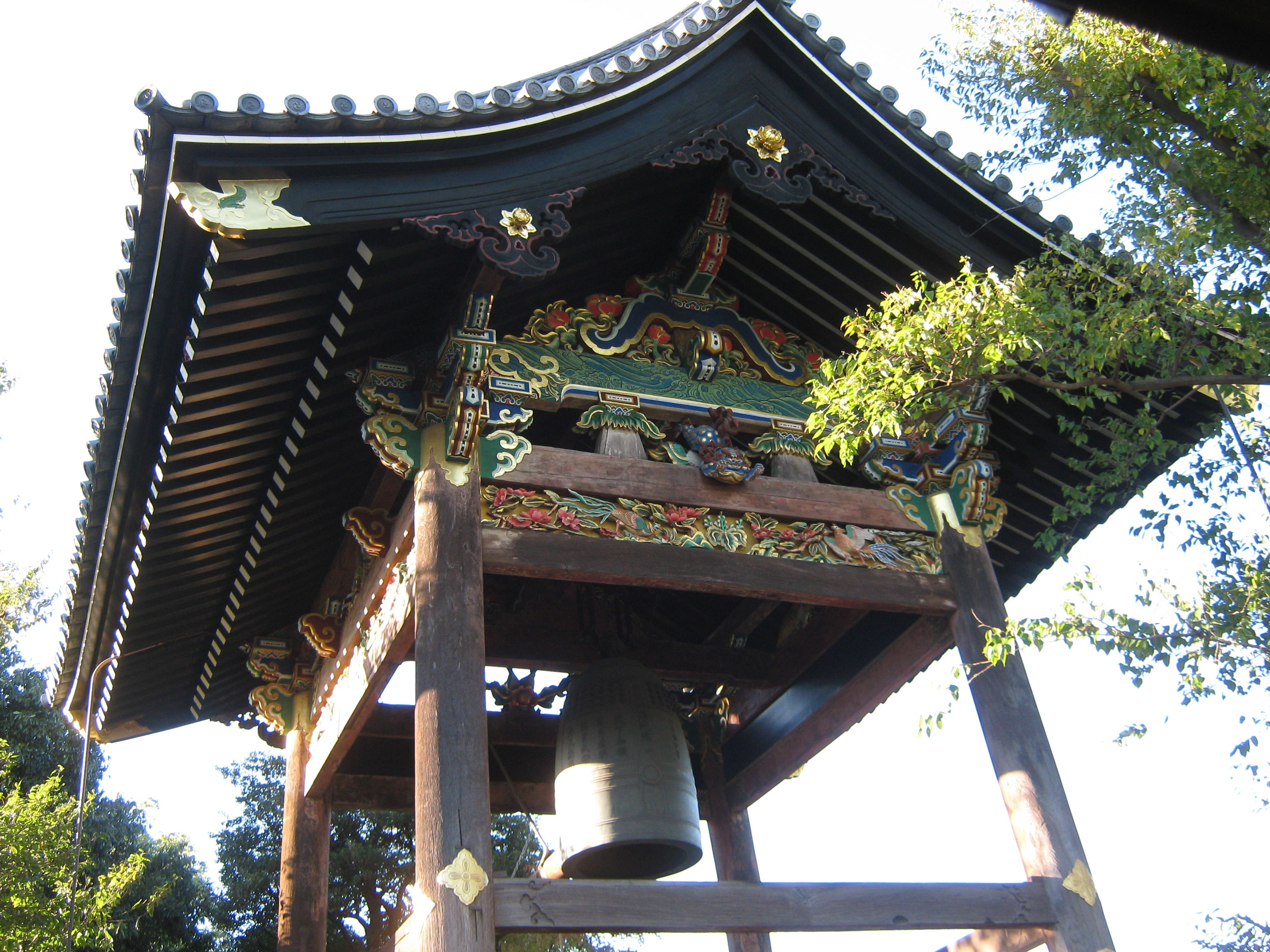
鐘楼
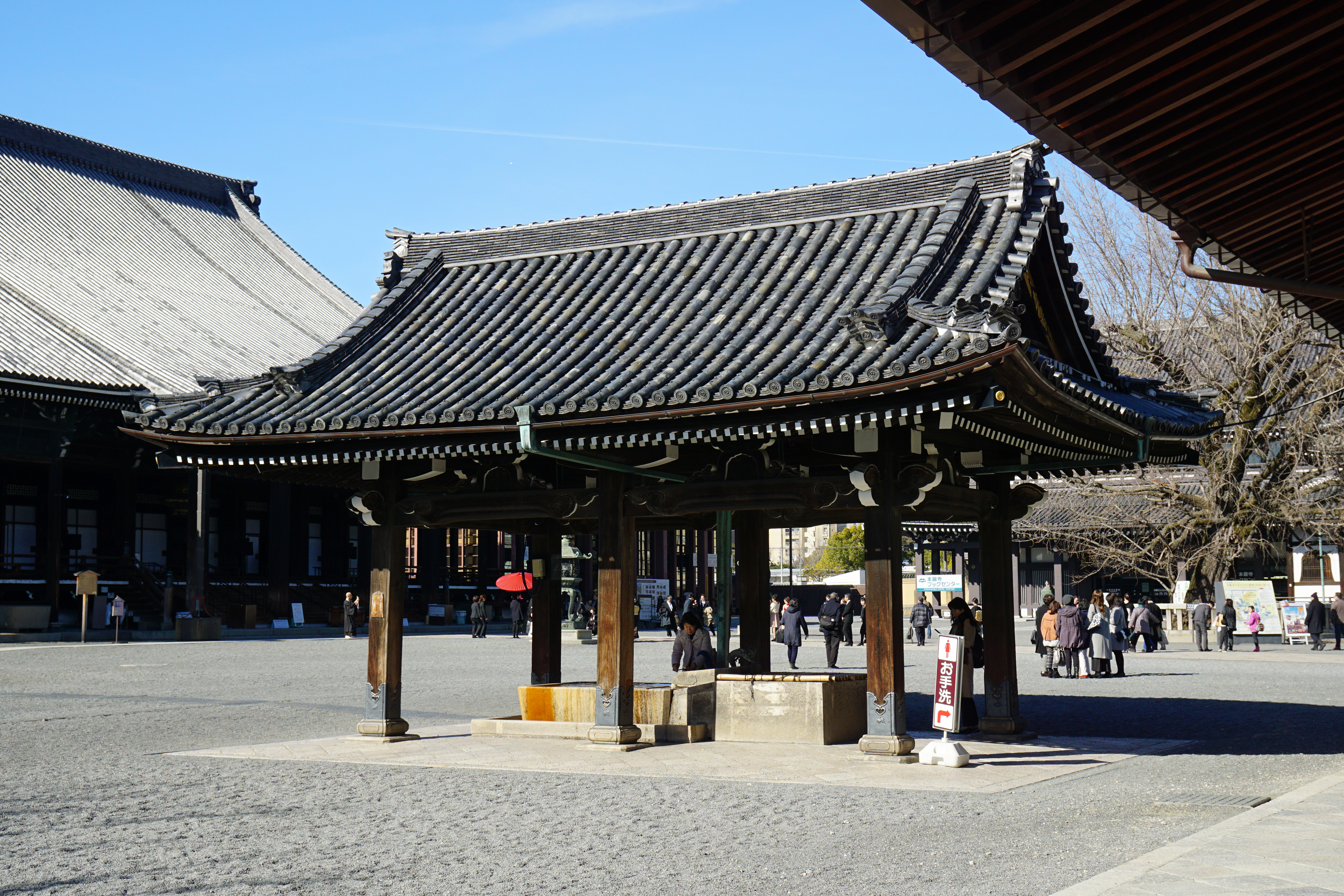
手水所
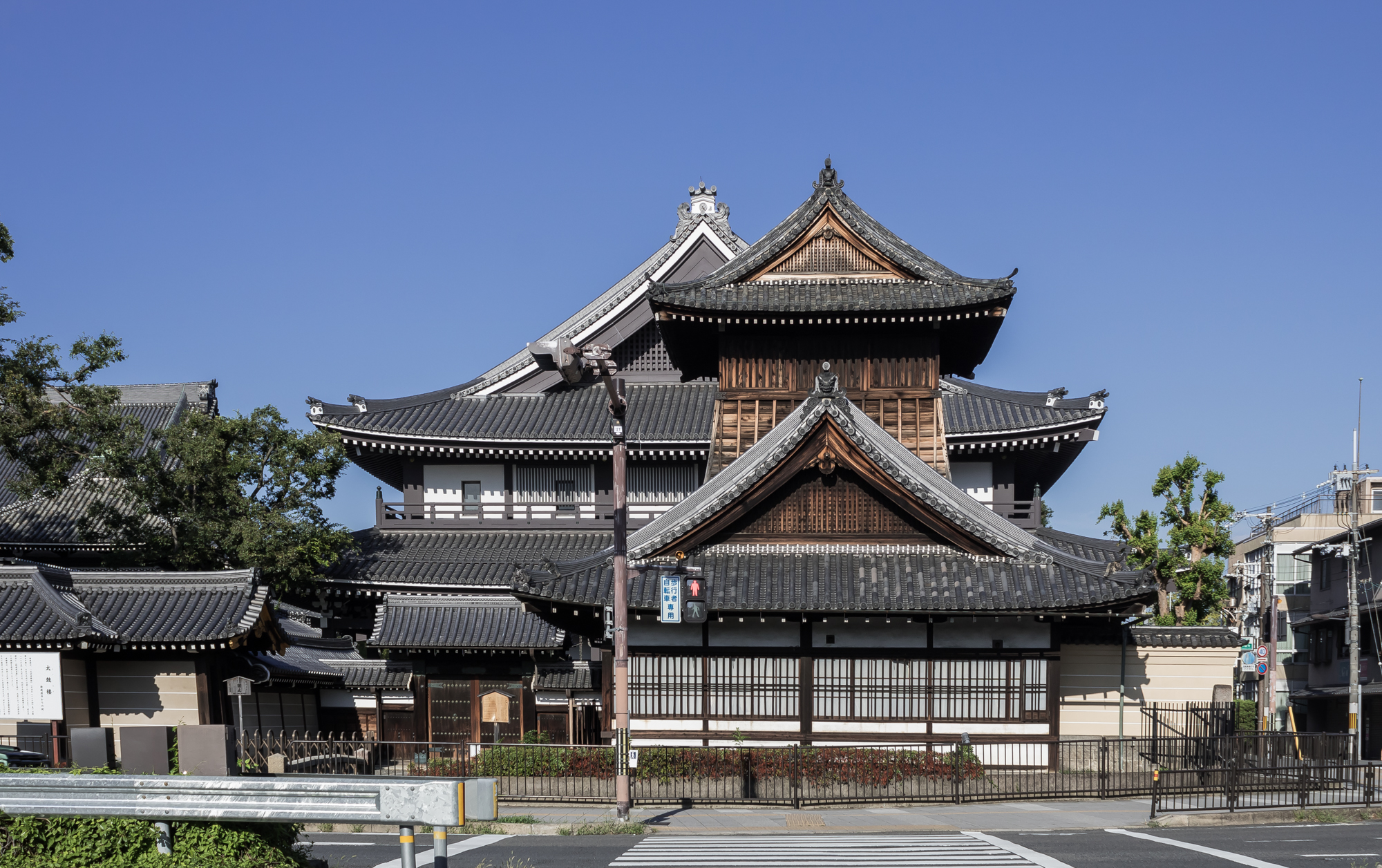
鼓楼
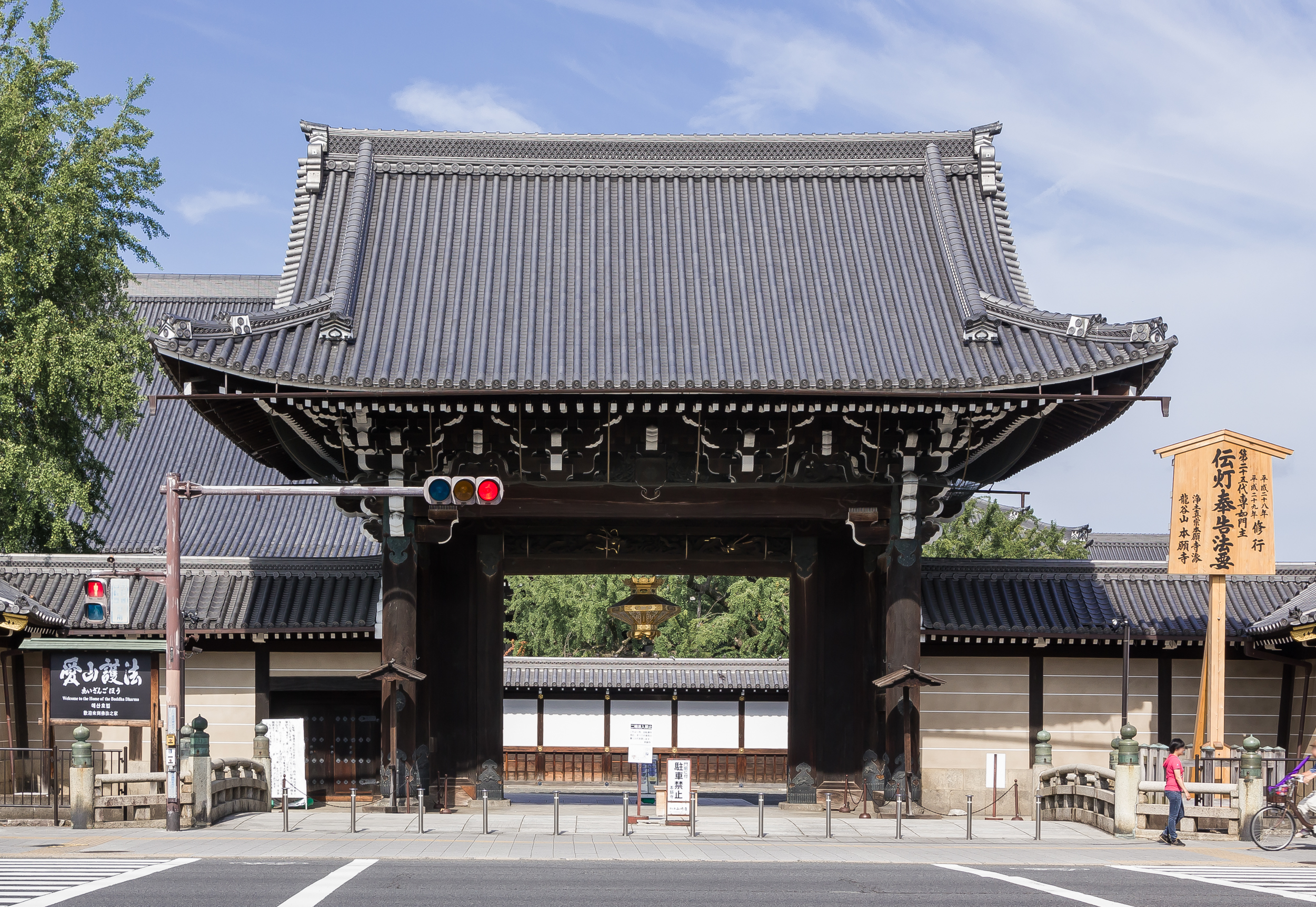
御影堂門
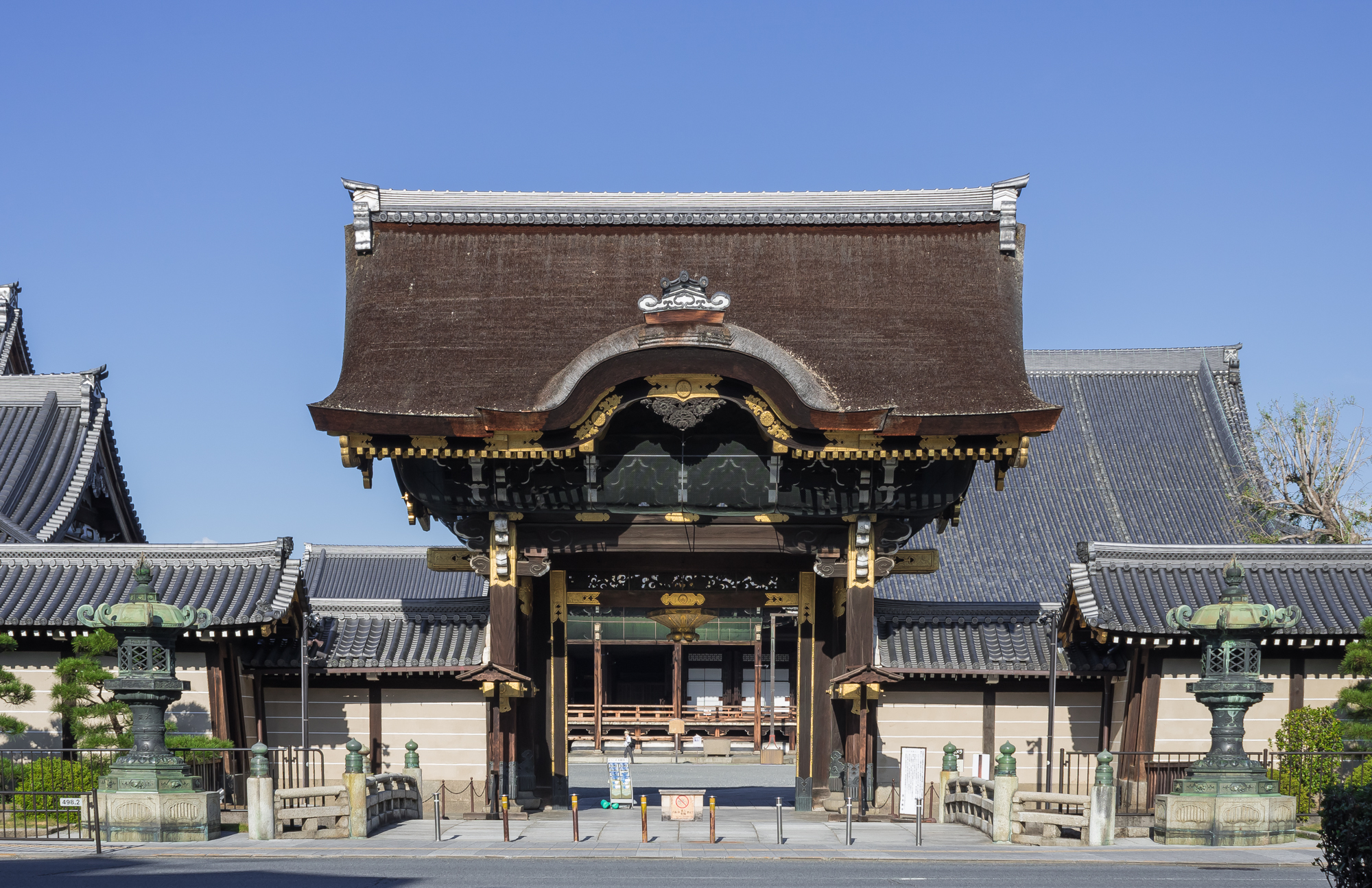
阿弥陀堂門
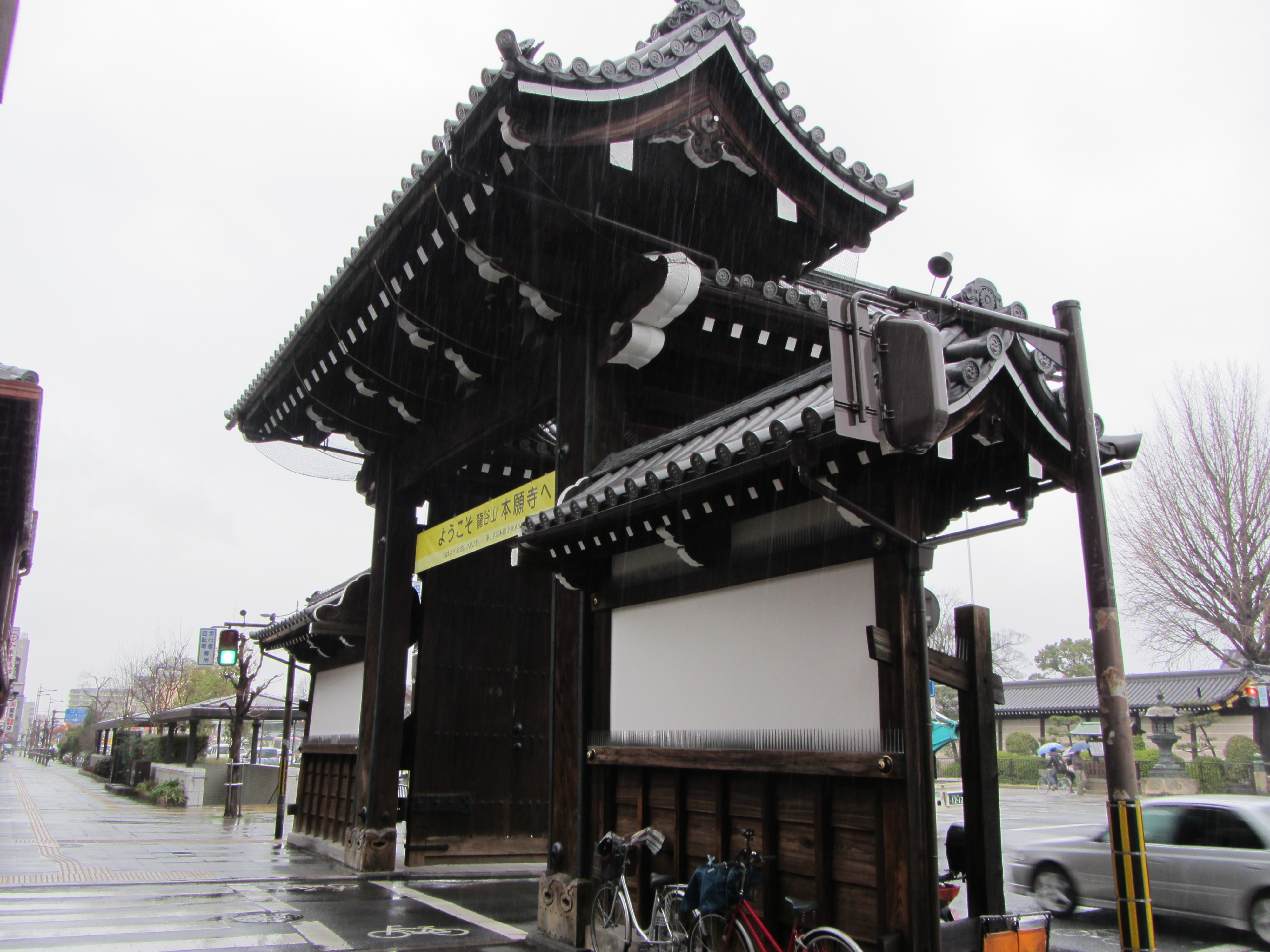
総門
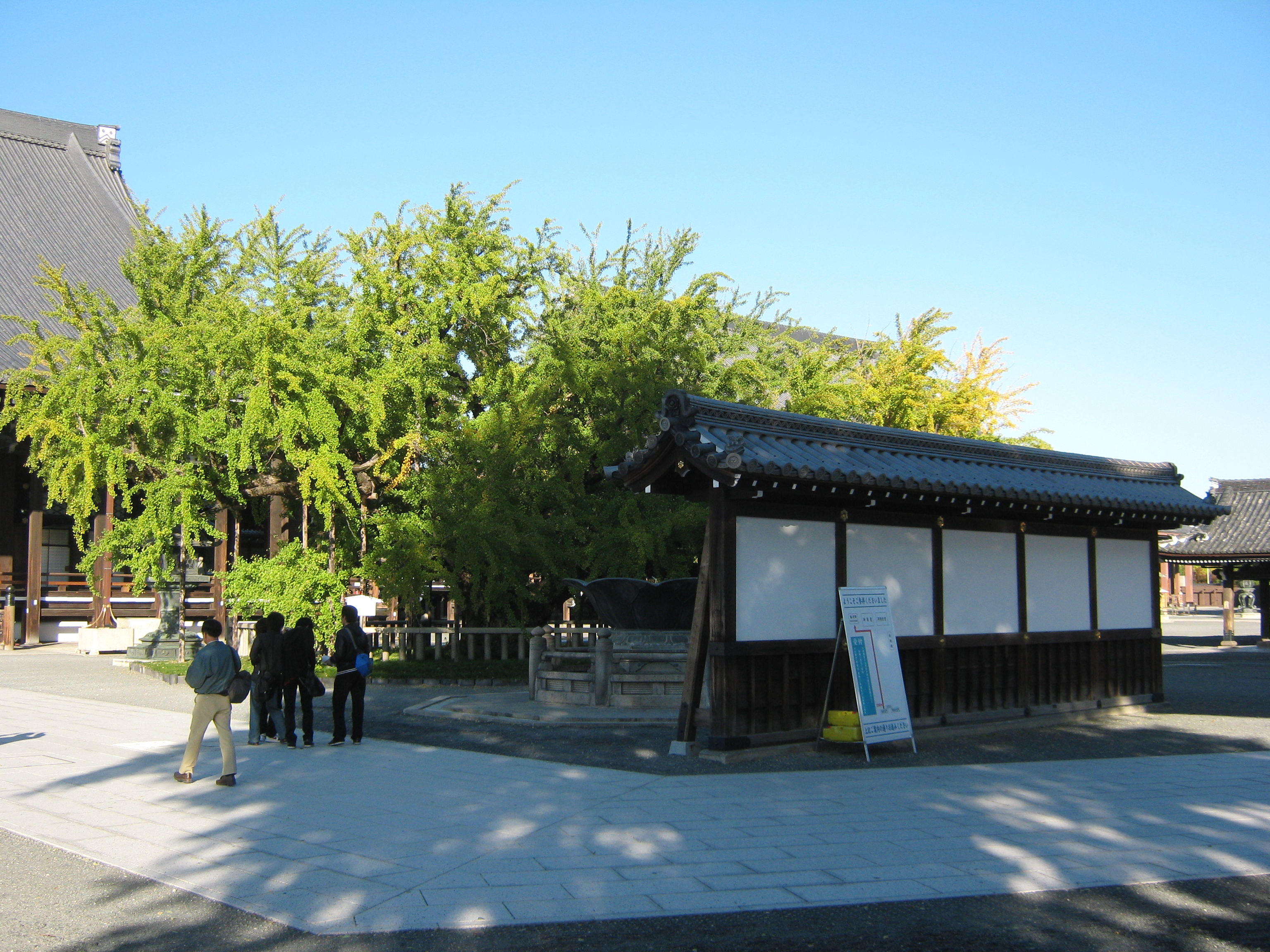
目隠塀
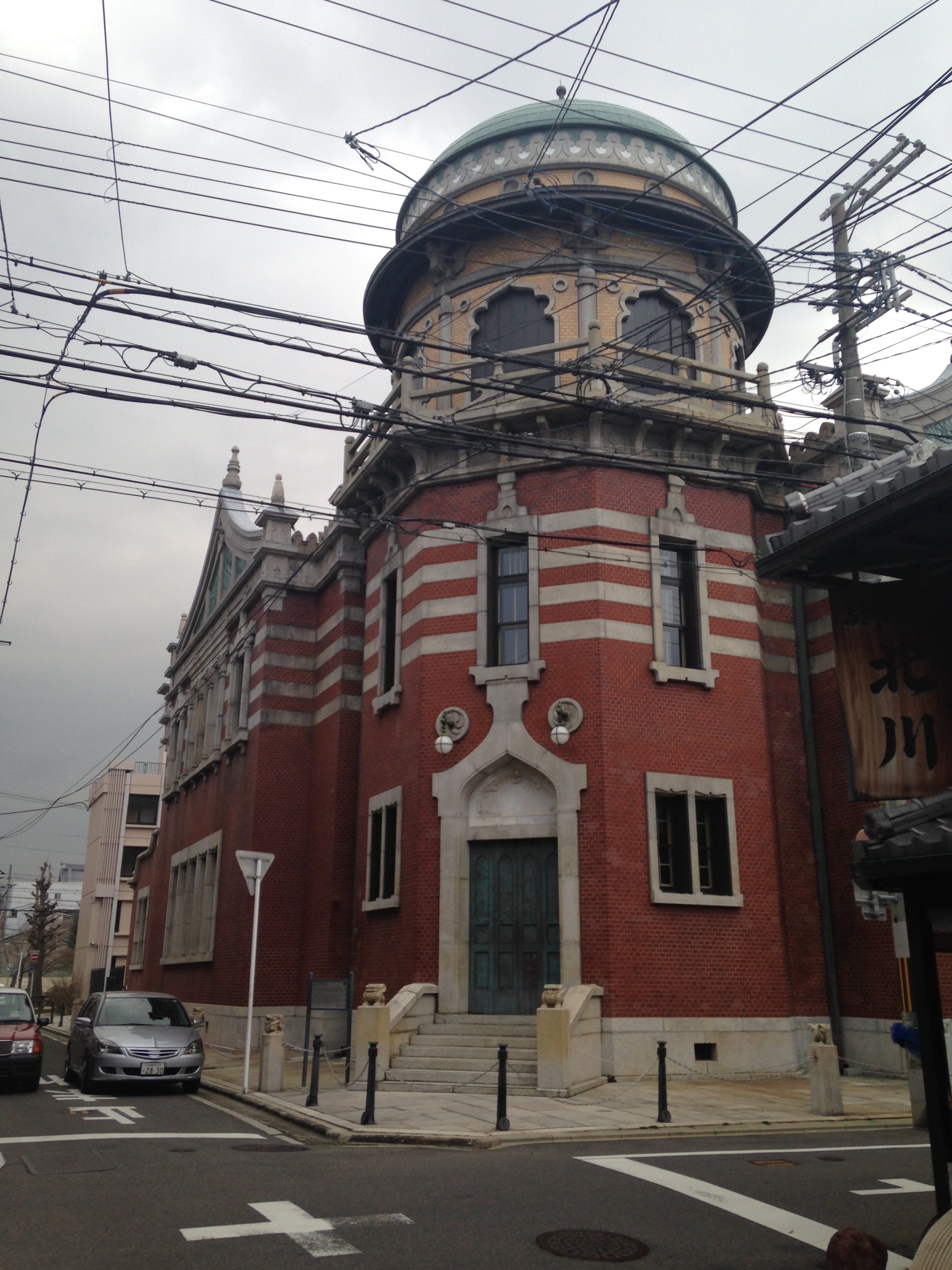
伝道院

## 文化財

### 国宝
- 御影堂[9]
- 阿弥陀堂[10] 附：渡廊下、喚鐘廊下
- 書院（対面所及び白書院）
- 北能舞台
- 黒書院及び伝廊 2棟
- 飛雲閣
- 唐門
- 紙本墨画親鸞聖人像（鏡御影） 附:絹本著色親鸞聖人像（安城御影）・ 絹本著色親鸞聖人像（安城御影副本）
- 『観無量寿経註』 親鸞筆
- 『阿弥陀経註』 親鸞筆
- 熊野懐紙（後鳥羽天皇宸翰以下11通）附:伏見宮貞敦親王御添状1巻、飛鳥井雅章添状1巻
- 三十六人家集37帖、附:後奈良天皇宸翰女房奉書1幅

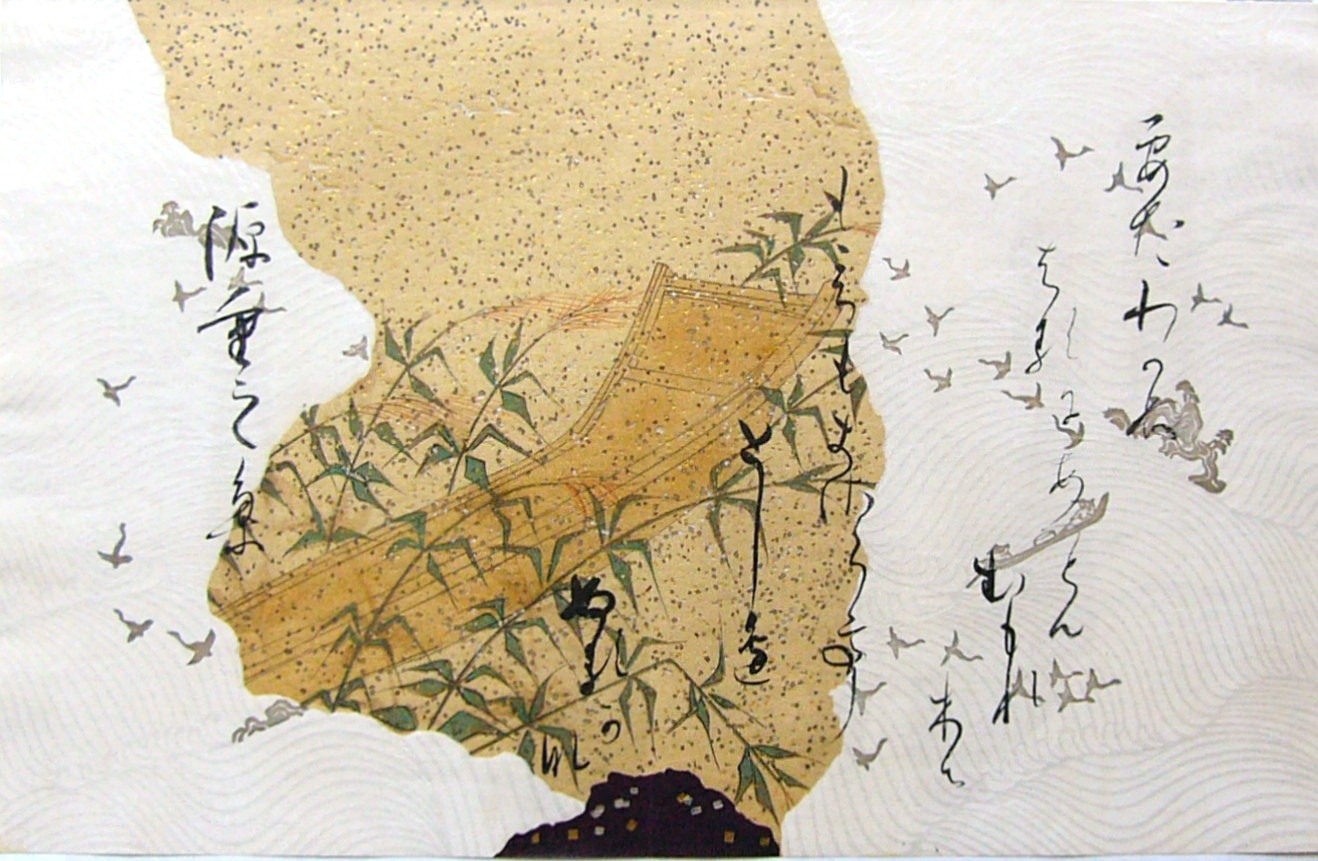
三十六人家集のうち「重之集」の帖末

### 重要文化財
建造物
- 玄関、浪之間、虎之間、太鼓之間 1棟
- 能舞台（南能舞台）附：橋掛
- 浴室（黄鶴台）附：廻廊
- 本願寺 7棟[11][注釈 3]
  - 経蔵
  - 鐘楼
  - 手水所
  - 鼓楼
  - 御影堂門
  - 阿弥陀堂門
  - 総門
  - 附：御成門
  - 附：目隠塀
  - 附：築地塀 3棟
- 旧真宗信徒生命保険株式会社本館（本願寺伝道院） - 下京区油小路通正面下る玉本町所在[12]。

美術工芸品
- 絹本著色聖徳太子像
- 紙本著色親鸞・如信・覚如三上人像
- 紙本著色善信上人絵（琳阿本） 2巻
- 紙本著色慕帰絵詞　画隆章、隆昌、久信筆 10巻
- 絹本著色雪中柳鷺図（伝趙仲穆筆）
- 絹本著色親鸞聖人絵伝 6幅
- 銅鐘（梵鐘）
- 『歎異抄』 2巻 蓮如書写奥書
- 『教行信証』 6冊
- 『唯信抄』 親鸞筆
- 『浄土三経往生文類』 自筆本（略本）
- 尊円親王詩歌書巻 自筆本（鷹手本）
- 版本『浄土論註』 上下 2帖 建長8年親鸞加点奥書
- 『伏見天皇宸翰歌集』（99首）
- 『栄花物語』 15帖
- 恵信尼自筆書状類 覚信尼宛 10通
- 証如上人極官関係文書 3幅、2巻
- 親鸞自筆書状類（4通） 2巻
- 『天文日記（光教日記）』自筆本 56冊、11巻
- 本願寺御影堂留守職歴代譲状（18通）12巻　附 本願寺留守職相伝系図3通、光佐以下歴代譲状（6通）4巻2通

※ 典拠：2000年までの指定物件については『国宝・重要文化財大全 別巻』（所有者別総合目録・名称総索引・統計資料）（毎日新聞社、2000）による。

### 国指定史跡
- 本願寺境内

### 国指定特別名勝・史跡
- 本願寺書院庭園

### 国指定名勝
- 滴翠園

### 京都市指定天然記念物
- 大銀杏

## 住職
西本願寺の住職は、浄土真宗本願寺派の門主を代々務めている。2024年1月時点、第25代門主釋専如（大谷光淳）が本願寺住職である。
なお、宗教法人「本願寺」としての代表役員は本願寺執行長を充てる。

## 別院
代表的な別院
- 吉崎別院 - 吉崎御坊跡地
- 名古屋別院
- 山科別院 - 山科本願寺跡地
- 津村別院（北御堂） - 真宗大谷派の南御堂と並び、門前を通る大阪市のメインストリートが御堂筋と呼ばれる所以である。
- 鷺森別院（鷺森本願寺） - 文明8年（1467年）に第8代宗主蓮如が建立。
- 広島別院 - 安芸門徒の中心道場。
- 四日市別院 ‐ 大分県 宇佐市
- 鹿児島別院 - 隠れ念仏と解禁後の鹿児島市街の布教拠点。
  - 築地別院（築地本願寺） - 元和3年（1617年）に第12代宗主准如が西本願寺の別院として建立。2012年（平成24年）に西本願寺唯一の「直轄寺院」となり、それまでは通称だった「築地本願寺」が正式名称となったため、現在は「別院」ではなくなっている。

## 飛地境内
- 大谷本廟 - 京都市東山区五条橋東六丁目にある。親鸞の墓所で通称は「西大谷」。
- 日野誕生院 - 京都市伏見区日野西大道町にある。親鸞誕生の地を記念して建てられた。
- 角坊 - 京都市右京区山ノ内御堂殿町にある。親鸞往生の地を記念して建てられた。

### 別荘
- 三夜荘 - 京都市伏見区にあった、かつての門主の別荘。第21代門主の大谷光尊が1876年（明治9年）に建築し、木戸孝允が命名するが、老朽化のため解体された。

## 年中行事
西本願寺ホームページの「恒例法要と行事」による。
- 1月1日 : 修正会、元旦会
- 1月9日 - 16日 : 御正忌報恩講（親鸞の祥月命日）
- 2月7日 : 如月忌（九條武子の遺徳を偲ぶ）
- 春分の日前後7日間 : 春季彼岸会
- 4月8日 : 花まつり（灌仏会）
- 4月13 - 15日 : 春の法要（立教開宗記念法要、本願寺歴代住職の年回法要）
- 5月20 - 21日 : 宗祖降誕会
- 8月上旬 : 盆踊り大会
- 8月14 - 15日 : 盂蘭盆会
- 8月15日 : 戦没者追悼法要
- 9月18日 : 千鳥ヶ淵全戦没者追悼法要（東京、国立千鳥ヶ淵戦没者墓苑にて）
- 秋分の日前後7日間 : 秋季彼岸会
- 10月15 - 16日 : 龍谷会（大谷本廟報恩講法要）
- 10月中旬 - 11日中旬 : 献菊展
- 11月下旬 : 秋の法要（全国門徒総追悼法要）
- 12月20日 : 御煤払
- 12月31日 : 除夜会

## 拝観
- 観光寺院ではなく信仰の寺であるためか拝観料は無料で、境内および国宝の御影堂や阿弥陀堂に自由に入ることができ、国宝の唐門もすぐ横まで行ける。
- 春または秋の法要時は、法要終了後から16時頃まで予約なしで書院内部や飛雲閣の外観を自由に無料で拝観できる事が多い。詳しい日程・拝観時間はその都度公式ホームページで発表される。
- 京都の諸寺社の特別公開に合わせて書院内部や飛雲閣の外観が公開されることもあり、この場合は他の寺社と同様に文化財保護のための拝観料金が必要となる。また、書院内部は公開される部分が普段とは異なることがある。
- 隣接する北境内地に「聞法会館」というホテルがあり、信徒でなくても比較的安価で宿泊できる。なお、このホテルに宿泊すると早朝の晨朝に希望者は参加しやすく、午前中に国宝の書院や飛雲閣を特別拝観できるプランを時々用意している。
- 宗派の教義により、西本願寺にはお守り・朱印・おみくじはなく、祈祷も行っていない。記念スタンプはある。
- かつては大谷本廟への参拝のため週末のみ北境内地から大谷本廟までの無料バスを運行していたが2021年（令和3年）3月31日をもって無料バスの運行は終了した。全日京阪バスが有料の一般路線バスを運行している（2021年4月現在は京都駅-西本願寺-(中略)-五条坂-山科方面）。西本願寺停留所は五条坂・山科方面は聞法会館東口に、京都駅方面は堀川通ロイヤルホスト付近にある。
- 北境内地には広大な駐車場・駐輪場があり、参拝者は無料で使用できる。御影堂門前などは駐輪等を禁止している。

## アクセス
- 阪急京都本線大宮駅徒歩20分（経路案内）。
- 京福電気鉄道嵐山本線（嵐電）四条大宮駅徒歩20分（経路案内）。
- 京阪本線七条駅徒歩25分
- 京都市営地下鉄烏丸線「五条駅」徒歩15分
- 東海道新幹線・JR西日本琵琶湖線・JR京都線・奈良線・近鉄京都線・京都市営地下鉄地下鉄烏丸線京都駅烏丸中央口より徒歩15分（経路案内）。
- JR西日本嵯峨野線梅小路京都西駅より徒歩15分（経路案内）。
- 京都市営バス9・28・75号系統 西本願寺前バス停下車すぐ
- 京阪バス308号経路 西本願寺バス停下車すぐ

## 周辺
参詣者や観光客が多いことから、門前町が形成されている。西本願寺御用達の仏具店や和菓子店などの老舗は「開明社」という団体に組織されており、信徒として報恩講などに参加する。
- 興正寺（隣接）
- 龍谷ミュージアム（総門隣）
- 龍谷大学大宮キャンパス（隣接）
- 本願寺中央幼稚園（隣接）

## その他
ブラジルのモジ・ダス・クルーゼス市の浄土真宗本派本願寺のように海外にも寺がある。